# Hillevi Martinpelto

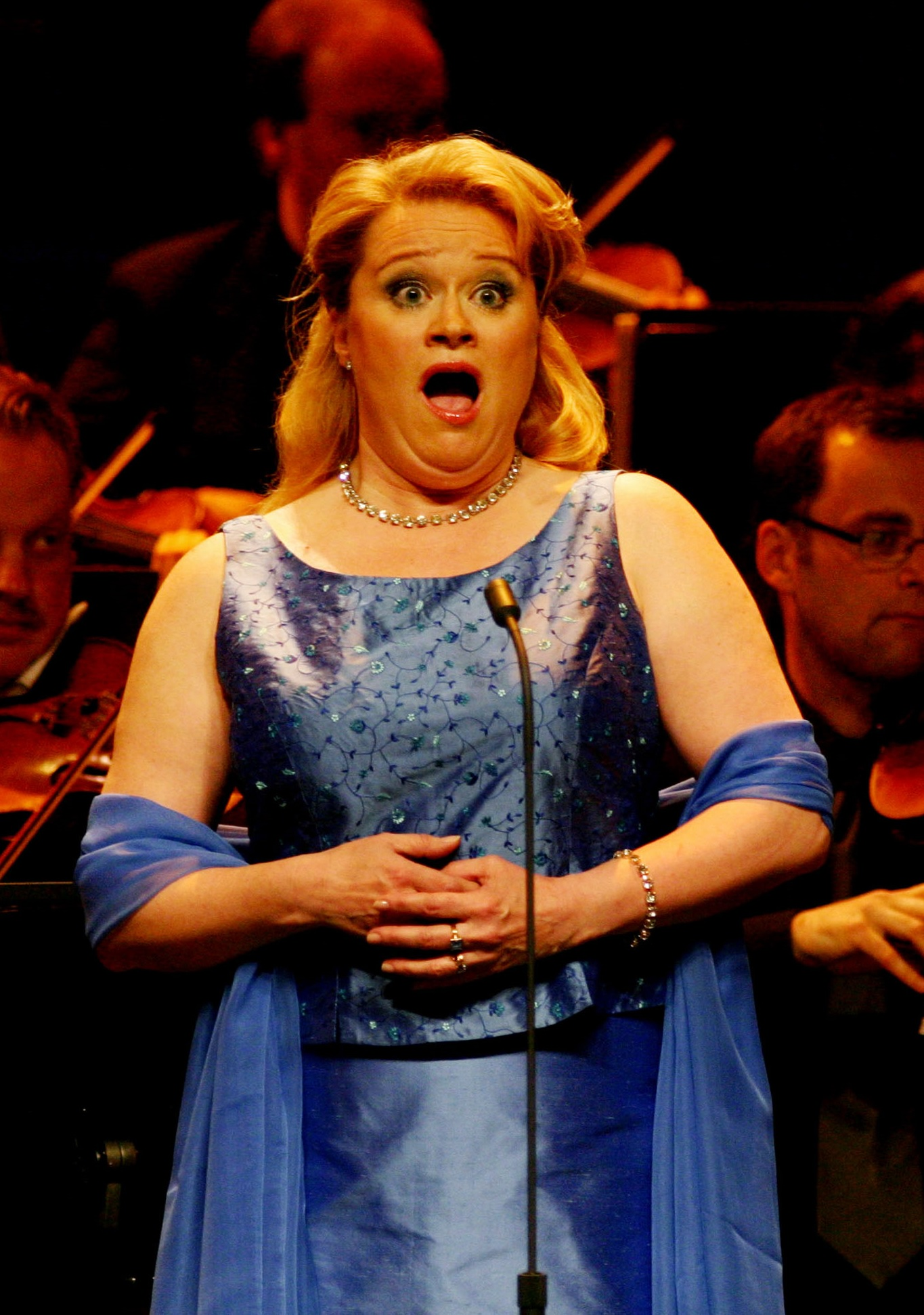
Hillevi Martinpelto

Hillevi Martinpelto (* 1958 in Älvdalen) ist eine schwedische Opernsängerin (Sopran).

## Werdegang
Nach ihrer Ausbildung an der Oper Stockholm debütierte Hillevi Martinpelto dort 1987 in der Titelrolle der Oper Madama Butterfly von Puccini. Dem folgte eine internationale Karriere mit Auftritten in Brüssel, Berlin, London, München, Hamburg, Wien, sowie beim Festival in Glyndebourne und beim Festival d’Aix-en-Provence.
Martinpelto beherrscht ein weites Repertoire an Opernrollen, das Barockwerke ebenso umfasst wie die Moderne, italienische wie deutsche Opern. Vor allem als Interpretin von Mozart-Partien machte sie sich einen Namen. Besonders gefördert wurde sie von dem Dirigenten John Eliot Gardiner, der sie auch in zahlreichen seiner Einspielungen einsetzte.

## Diskografie
CD-Aufnahmen (Auswahl)
- Bach, J.S.: Messe in h-Moll Berlin Classics
- Bach, C.P.E.: Die Auferstehung und Himmelfahrt Jesu Virgin Classics
- Beethoven: Leonore Urfassung des Fidelio (Rolle: Leonore) Deutsche Grammophon
- Mozart: Così fan tutte, (Rolle: Fiordiligi) EMI
- Mozart: Idomeneo, (Rolle: Elettra) Deutsche Grammophon
- Mozart: Le Nozze di Figaro, (Rolle: Grafin) Deutsche Grammophon
- Mozart: La Clemenza di Tito, (Rolle: Vitellia) Deutsche Grammophon
- Verdi: Falstaff (Rolle: Alice Ford) Philips
- Verdi: Gustavo III Urfassung von Un Ballo in Maschera (Rolle: Amelia) Dynamic
- Weber: Oberon (Rolle: Rezia) Philips
- Io son l'umile ancella del Genio creator – Opernarien, Swedish Society

DVD-Aufnahmen (Auswahl)
- Mozart: Le Nozze di Figaro, (Rolle: Grafin) Deutsche Grammophon
- Mozart: Don Giovanni, (Rolle: Donna Anna) Warner Music Group